# Дуэнца
Дуэнца (фр. Douentza) — город в Мали, расположен в области Мопти.

## История
В апреле 2012 года Дуэнца была захвачена войсками туарегов и включена в состав их самопровозглашённого государства Азавад.

## Географическое положение
Центр города располагается на высоте 303 метров над уровнем моря.

## Транспорт
В городе есть аэропорт без твёрдого покрытия.

## Демография
Население города по годам:
| 1998 | 2012 |
| ---- | ---- |
| 7857 | 9927 |